# Stanislas Tanchou
Stanislas Tanchou (1791-1850) fue un físico francés. Sirvió a Napoleón en Waterloo, ingresando luego a la práctica privada para estudiar la distribución estadística del cáncer. Durante el período 1830-40 se estableció en París para practicar medicina, realizando una investigación considerada como el primer estudio estadístico detallado de la incidencia de muertes por cáncer.

## Investigación
El estudio de Tanchou sobre la mortalidad por cáncer, publicado en 1844, acumuló datos que detallan las causas de muerte de las personas en París y zonas rurales circundantes. Durante el período 1830-40 registró un total de 382.851 muertes, 194.735 hombres y 158.116 mujeres. El cáncer fue la causa de muerte de 9118 de esas personas. El porcentaje de mortalidad por cáncer había aumentado de 1,96 a 2,40 durante la década, lo que llevó a Tanchou a concluir que la incidencia de cáncer estaba en aumento.
Los hallazgos publicados por Tanchou ofrecieron la primera evidencia publicada del concepto de enfermedades de la civilización. Tanchou analizó los registros de muertes y señaló que el cáncer era mucho más frecuente en ciudades como París que en las zonas rurales, y estaba en aumento en toda Europa.
A principios del siglo XX, esta noción se había extendido por todo el mundo, incluyendo una larga lista de enfermedades. El cáncer, sin embargo, estaba ausente en muchas poblaciones. Un informe exhaustivo encargado por el Museo Nacional de Historia Natural de los Estados Unidos en 1908 encontró que el cáncer entre los nativos americanos era "extremadamente raro" en ese momento. Un médico registró solo un caso de cáncer entre dos mil nativos americanos que examinó en detalle en el transcurso de quince años. Al mismo tiempo, las muertes por cáncer eran comunes y bien reconocidas (a una tasa de treinta y dos por cada mil personas) en lugares como Nueva York.
Thanchou resaltó al respecto que "el cáncer es como la locura, que se encuentra con mayor frecuencia en los países más civilizados".

## Publicaciones
- Recherches sur le Traitement Médical des Tumeurs Cancéreuses du Sein: Ouvrage Pratique Basé sur Trois Cents Observations (Extraites d'un grand nombre d'auteurs) (1844) Edición Francesa Forgotten Books ISBN 9780428976873
- Enquete Sur L'Authenticite Des Phenomenes Electriques D'Angelique Cottin. (1846) Edición Francesa Kessinger Publishing, LLC ISBN 9781168765307
- Du Froid, Et de Son Application dans les Maladies: Considérations Physiologiques Et Thérapeutiques, Observations, Corollaires. (Edición Francesa Forgotten Books) ISBN 9780666143235